# Audouville-la-Hubert
Audouville-la-Hubert ist eine französische Gemeinde mit 76 Einwohnern (Stand 1. Januar 2022) im Département Manche in der Region Normandie. Das Dorf liegt auf der Halbinsel Cotentin. Die Umgebung um Audouville-la-Hubert ist eben und wird landwirtschaftlich genutzt. Der Ort wurde 1944 Schauplatz eines Kriegsverbrechens, als alliierte Fallschirmjäger 30 gefangene deutsche Soldaten ermordeten.

## Bevölkerungsentwicklung
| Jahr      | 1962 | 1968 | 1975 | 1982 | 1990 | 1999 | 2009 | 2018 |
| Einwohner | 161  | 128  | 129  | 93   | 97   | 83   | 57   | 77   |

## Sehenswürdigkeiten
- Kirche Sainte-Honorine
- ehemalige Redoute, Monument historique

|  |  |